# 855 v.Chr.
Het jaar 855 v.Chr. is een jaartal volgens de christelijke jaartelling.

## Gebeurtenissen

### Assyrië
- Koning Salmaneser III onderdrukt een Aramese opstand in Babylon.

### Babylonië
- Koning Marduk-zakir-shumi I (855 - 819 v.Chr.) bestijgt de troon.
- Babylon verliest de controle over de Kassitische stammen van Namri.[1]

## Overleden
- Nabu-apla-iddina, koning van Babylon